# Bovan (Aleksinac)
Pour les articles homonymes, voir Bovan.
Bovan (en serbe cyrillique : Бован) est un village de Serbie situé dans la municipalité d'Aleksinac, district de Nišava. Au recensement de 2011, il comptait 486 habitants.

## Géographie
Bovan est situé sur les bords de la Sokobanjska Moravica, un affluent droit de la Južna Morava. À la hauteur du village, la rivière reçoit un barrage qui fait partie d'un projet complexe de régulation de la Velika Morava ; elle forme alors le lac artificiel de Bovan. La gorge de Bovan, creusée par la rivière, constitue un but d'excursion pour de nombreux visiteurs.

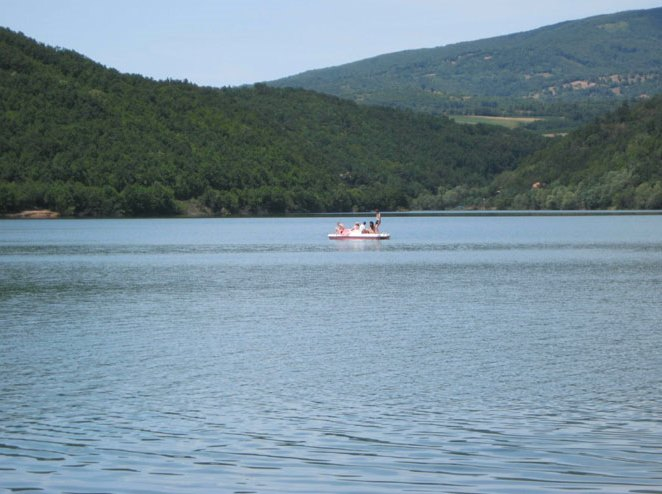
Le lac Bovan
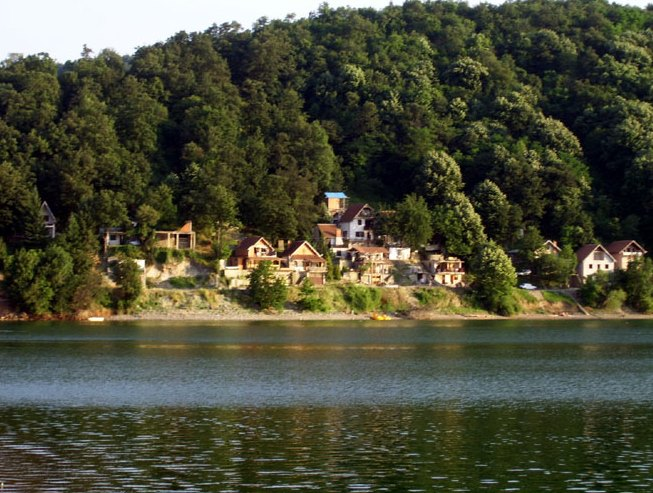
Un village au bord du lac

## Démographie
| 1948  | 1953  | 1961  | 1971 | 1981 | 1991 | 2002 | 2011 |
| ----- | ----- | ----- | ---- | ---- | ---- | ---- | ---- |
| 1 084 | 1 055 | 1 033 | 911  | 821  | 690  | 554  | 486  |

|  |